# Bill Eckersley
Bill Eckersley, all'anagrafe William Eckersley (Southport, 16 luglio 1925 – Blackburn, 25 ottobre 1982), è stato un calciatore inglese, di ruolo difensore, che giocò tutta la sua carriera professionistica con la maglia dei Blackburn Rovers, partecipando inoltre con la Nazionale inglese al Campionato mondiale di calcio del 1950.

## Carriera
Nativo di Southport, frequentò in gioventù le scuole del posto, iniziando poi a lavorare come camionista. Entrò nel mondo del calcio a livello amatoriale, giocando per la locale squadra dell'High Park, finché nel novembre 1947 venne notato da un osservatore dei Blackburn: firmò così un contratto per i Rovers nello stesso anno, pur continuando a lavorare nel settore dei trasporti. All'inizio giocò esclusivamente nella squadra della riserve, per affinare le sue doti calcistiche, finché nel marzo del 1948 non gli venne offerto un contratto da professionista.
Esordì con la prima squadra in First Division nell'ultima partita del campionato 1947-1948, quando il Blackburn era già aritmeticamente retrocesso in seconda divisione. Anche se il Blackburn giocò le successive 10 stagioni nella seconda serie, le ottime prestazioni di Eckersley lo portarono ad essere indicato tra i migliori difensori inglesi e, nonostante l'inesperienza in campo internazionale, venne convocato in Nazionale per il Campionato mondiale di calcio del 1950. Nello stesso, tenutosi in Brasile, esordì con la maglia dell'Inghilterra nell'ultima partita giocata contro la Spagna: gli iberici vinsero per 1-0 qualificandosi per la fase successiva, eliminando gli anglosassoni dalla competizione. La gara fu comunque la base di partenza della coppia di difensori inglesi formata dallo stesso Eckersley e da Alf Ramsey, che insieme collezionarono 15 presenze da titolari.
Mentre il Blackburn tentava di risalire in Prima Divisione, Eckersley continuò ad essere convocato in Nazionale, raggiungendo un totale di 17 presenze complessive con la Nazionale maggiore e marcando 3 ulteriori presenze con la Nazionale B, più 6 presenze con la rappresentativa della Football League. L'ultima sua convocazione con la maglia dell'Inghilterra fu il 25 novembre 1953 in un'amichevole contro l'Ungheria, in quella che venne soprannominata la Partita del Secolo: gli inglesi furono sconfitti per 3-6 con protagonisti Nándor Hidegkuti (che mise a segno una tripletta) e Ferenc Puskás (che siglò una doppietta). Il match segnò profondamente il mondo del calcio inglese: buona parte dei giocatori, tra cui lo stesso Eckersley, Ramsey e Stan Mortensen, non vennero più convocati in Nazionale.
Eckersley continuò a giocare nel Blackburn, che dopo numerosi tentativi riuscì a risalire in prima divisione nel 1958: ciò permise al difensore di giocare una stagione intera ai massimi livelli, anche se ad un'età già avanzata. Nonostante il fatto che il club raggiunse la finale di FA Cup del 1960, Eckersley non venne convocato per la partita: gli venne infatti preferito nel ruolo Dave Whelan. Nella stagione successiva, la sua carriera fu interrotta da un grave infortunio che lo costrinse al ritiro: smise di giocare dopo oltre 430 partite giocate con la prima squadra (di cui 406 in campionato) e 21 gol segnati in totale (di cui 18 su calcio di rigore).

## Dopo il ritiro
Dopo il ritiro, venne organizzata una partita di addio a Ewood Park il 24 aprile 1961 che fu seguita da circa 21.000 persone: parte dell'incasso andò in beneficenza.
Successivamente aprì una pasticceria e, al fallimento di questa, fece il tassista prima di tornare a fare il camionista, come all'inizio della sua carriera di calciatore.
Morì nell'ottobre 1982 all'età di 57 anni: le sue ceneri, per espressa volontà, furono sparse dai suoi figli intorno al campo dello stadio di Ewood Park prima di una partita.

## Statistiche

### Cronologia presenze e reti in nazionale
| Cronologia completa delle presenze e delle reti in nazionale ― Inghilterra | Cronologia completa delle presenze e delle reti in nazionale ― Inghilterra | Cronologia completa delle presenze e delle reti in nazionale ― Inghilterra | Cronologia completa delle presenze e delle reti in nazionale ― Inghilterra | Cronologia completa delle presenze e delle reti in nazionale ― Inghilterra | Cronologia completa delle presenze e delle reti in nazionale ― Inghilterra | Cronologia completa delle presenze e delle reti in nazionale ― Inghilterra | Cronologia completa delle presenze e delle reti in nazionale ― Inghilterra |
| Data                                                                       | Città                                                                      | In casa                                                                    | Risultato                                                                  | Ospiti                                                                     | Competizione                                                               | Reti                                                                       | Note                                                                       |
| -------------------------------------------------------------------------- | -------------------------------------------------------------------------- | -------------------------------------------------------------------------- | -------------------------------------------------------------------------- | -------------------------------------------------------------------------- | -------------------------------------------------------------------------- | -------------------------------------------------------------------------- | -------------------------------------------------------------------------- |
| 2-7-1950                                                                   | Rio de Janeiro                                                             | Spagna                                                                     | 1 – 0                                                                      | Inghilterra                                                                | Mondiali 1950 - 1º turno                                                   | -                                                                          |                                                                            |
| 22-11-1950                                                                 | Londra                                                                     | Inghilterra                                                                | 2 – 2                                                                      | Jugoslavia                                                                 | Amichevole                                                                 | -                                                                          |                                                                            |
| 14-4-1951                                                                  | Londra                                                                     | Inghilterra                                                                | 2 – 3                                                                      | Scozia                                                                     | Torneo Interbritannico                                                     | -                                                                          |                                                                            |
| 9-5-1951                                                                   | Londra                                                                     | Inghilterra                                                                | 2 – 1                                                                      | Argentina                                                                  | Amichevole                                                                 | -                                                                          |                                                                            |
| 19-5-1951                                                                  | Liverpool                                                                  | Inghilterra                                                                | 5 – 2                                                                      | Portogallo                                                                 | Amichevole                                                                 | -                                                                          |                                                                            |
| 28-11-1951                                                                 | Londra                                                                     | Inghilterra                                                                | 2 – 2                                                                      | Austria                                                                    | Amichevole                                                                 | -                                                                          |                                                                            |
| 25-5-1952                                                                  | Vienna                                                                     | Austria                                                                    | 2 – 3                                                                      | Inghilterra                                                                | Amichevole                                                                 | -                                                                          |                                                                            |
| 28-5-1952                                                                  | Zurigo                                                                     | Svizzera                                                                   | 0 – 3                                                                      | Inghilterra                                                                | Amichevole                                                                 | -                                                                          |                                                                            |
| 4-10-1952                                                                  | Belfast                                                                    | Irlanda del Nord                                                           | 2 – 2                                                                      | Inghilterra                                                                | Torneo Interbritannico                                                     | -                                                                          |                                                                            |
| 17-5-1953                                                                  | Buenos Aires                                                               | Argentina                                                                  | 0 – 0                                                                      | Inghilterra                                                                | Amichevole                                                                 | -                                                                          |                                                                            |
| 24-5-1953                                                                  | Santiago del Cile                                                          | Cile                                                                       | 1 – 2                                                                      | Inghilterra                                                                | Amichevole                                                                 | -                                                                          |                                                                            |
| 31-5-1953                                                                  | Montevideo                                                                 | Uruguay                                                                    | 2 – 1                                                                      | Inghilterra                                                                | Amichevole                                                                 | -                                                                          |                                                                            |
| 8-6-1953                                                                   | New York                                                                   | Stati Uniti                                                                | 3 – 6                                                                      | Inghilterra                                                                | Amichevole                                                                 | -                                                                          |                                                                            |
| 10-10-1953                                                                 | Cardiff                                                                    | Galles                                                                     | 1 – 4                                                                      | Inghilterra                                                                | Torneo Interbritannico                                                     | -                                                                          |                                                                            |
| 21-10-1953                                                                 | Londra                                                                     | Inghilterra                                                                | 4 – 4                                                                      | Europa                                                                     | Amichevole                                                                 | -                                                                          |                                                                            |
| 11-11-1953                                                                 | Liverpool                                                                  | Inghilterra                                                                | 3 – 1                                                                      | Irlanda del Nord                                                           | Torneo Interbritannico                                                     | -                                                                          |                                                                            |
| 25-11-1953                                                                 | Londra                                                                     | Inghilterra                                                                | 3 – 6                                                                      | Ungheria                                                                   | Amichevole                                                                 | -                                                                          |                                                                            |
| Totale                                                                     |                                                                            | Presenze                                                                   | 17                                                                         |                                                                            | Reti                                                                       | 0                                                                          |                                                                            |

## Palmarès

### Club

#### Competizioni nazionali
- Community Shield: 1

Inghilterra: 1950